# Округ Сњина
Округ Сњина (слч. Okres Snina) округ је у Прешовском крају, у Словачкој Републици. Административно средиште округа је град Сњина.

## Географија
Налази се у источном дијелу Прешовског краја.
Граничи:
- на сјеверу је Пољска,
- источно Украјина,
- западно Округ Хумење,
- јужно Кошички крај.

Клима је умјерено континентална.

## Становништво
| Година:    | 1994.  | 2004.   | 2014.   | 2024.   |
| ---------- | ------ | ------- | ------- | ------- |
| Број људи: | 39 369 | 39 204  | 37 451  | 33 792  |
| Разлика:   |        | -0,41 % | -4,47 % | -9,77 % |

| Година:    | 2023.  | 2024.   |
| ---------- | ------ | ------- |
| Број људи: | 34 071 | 33 792  |
| Разлика:   |        | -0,81 % |

Према подацима о броју становника из 2011. године округ је имао 38.083 становника. Словаци чине 77,99% становништва.
| Етнички састав (2011)‍ | Етнички састав (2011)‍ | Етнички састав (2011)‍ | Етнички састав (2011)‍ | Етнички састав (2011)‍ |
| --------------------- | --------------------- | --------------------- | --------------------- | --------------------- |
|                       |                       |                       |                       |                       |
| Словаци               | Словаци               |                       | 0                     | 77,99%                |
| Рутени                | Рутени                |                       | 0                     | 12,27%                |
| Украјинци             | Украјинци             |                       | 0                     | 1,58%                 |
| Роми                  | Роми                  |                       | 0                     | 1,15%                 |
| остали, непознато     | остали, непознато     |                       | 0                     | 7,01%                 |

## Насеља
У округу се налази један град и 33 насељена мјеста.